# جوناثان فورمان
جوناثان فورمان (بالإنجليزية: Jonathan Foreman)‏ هو صحفي بريطاني، ولد في 1965.

## وصلات خارجية
- الموقع الرسمي